# NGC 7052
NGC 7052 (również PGC 66537 lub UGC 11718) – galaktyka eliptyczna (E), znajdująca się w gwiazdozbiorze Liska. Odkrył ją William Herschel 10 września 1784 roku.

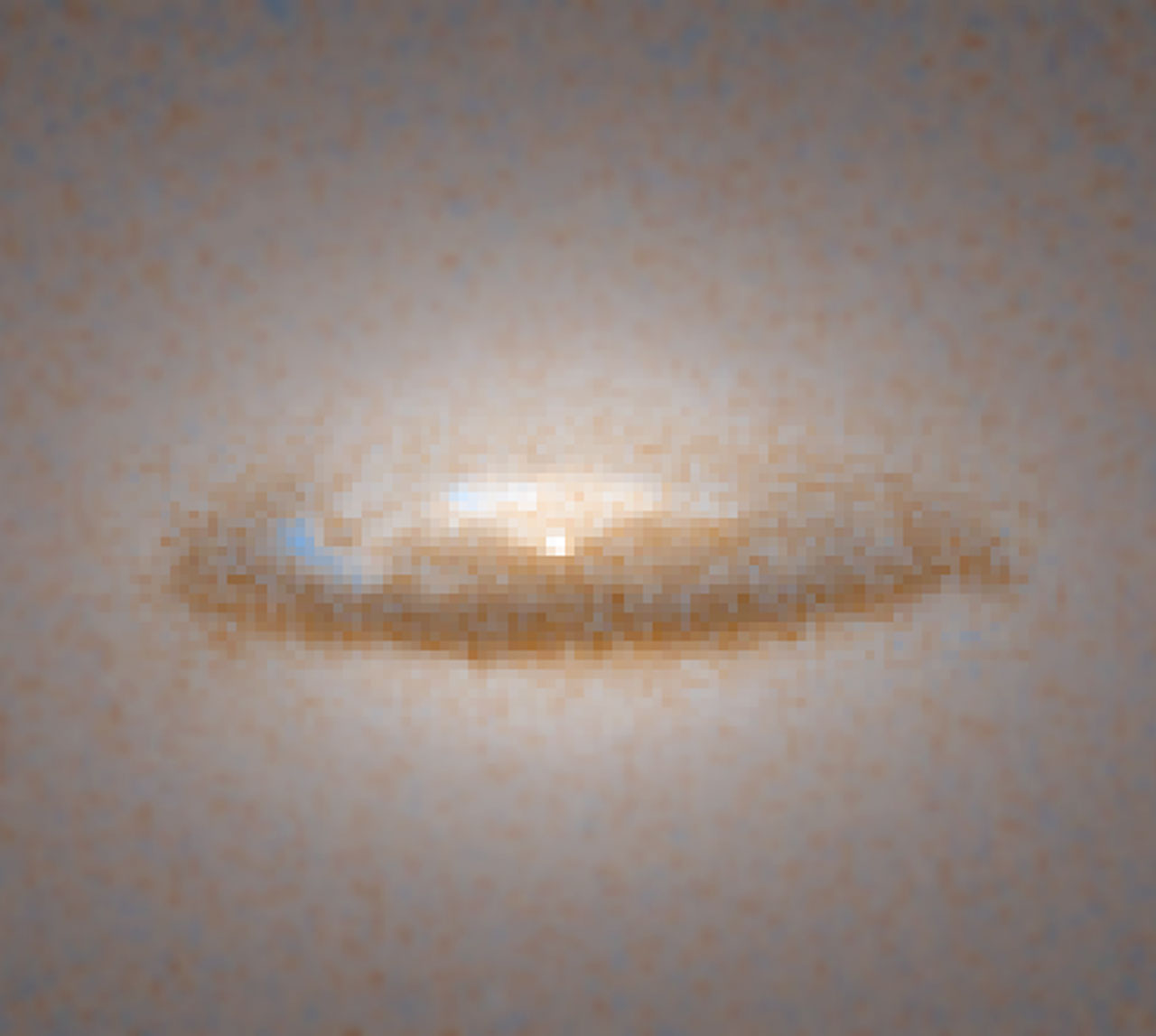
Centrum galaktyki NGC 7052
(zdjęcie z teleskopu Hubble’a)

W centrum galaktyki znajduje się supermasywna czarna dziura o masie ok. 300 milionów mas Słońca, otoczona pyłowym dyskiem o średnicy 3700 lat świetlnych. Dysk jest być może pozostałością po dawnej kolizji galaktyk i w ciągu najbliższych kilku miliardów lat zostanie pochłonięty przez czarną dziurę.